# Грегор, Душан
Душан Грегор (словац. Dušan Gregor; род. 25 января 1962, Тренчин, Западно-Словацкий край) — чехословацкий и словацкий хоккеист, левый нападающий, ныне хоккейный тренер.

## Игровая карьера
В качестве игрока в 1987—1992 годах выступал за тренчинскую «Дуклу», выиграв в её составе чемпионат Чехословакии 1991/92, а также две серебряные медали национального первенства и одну бронзовую. Затем Грегор играл за датский «Войенс» (ныне «Сённерйюск») и австрийский «Цельтвег».

## Тренерская карьера
Как тренер на родине работал с клубами «ХК 36 Скалица», «Дукла» Тренчин, «Кошице», «Жилина», «Мартин». В сезоне 2003/04 привёл «Дуклу» к победе в чемпионате Словакии. Руководил молодёжной сборной Словакии на МЧМ-2005 (где она заняла 7-е место). В 2007—2008 годах тренировал чешский клуб «Били Тигржи» (4-е место по итогам первенства 2007/08). Во главе клуба «Мартин» выиграл Континентальный кубок в 2009 году и «бронзу» чемпионата Словакии в сезоне 2009/10. С 2010 по январь 2012 вновь тренировал «Дуклу», заняв с ней 4-е место по итогам первенства 2010/11. В сезоне 2012/13 Грегор тренировал выступающий в ВХЛ красноярский «Сокол», команда не прошла в плей-офф. С 30 октября 2013 года по май 2014 года — главный тренер Казахстанской команды ВХЛ «Сарыарка». Обладатель Кубка Братины 2014 года.
С 21 мая по 21 ноября 2014 года был главным тренером выступающего в КХЛ ХК «Адмирал». Затем недолгое время (декабрь 2014 — февраль 2015) работал с пражской «Славией».

### Статистика (главный тренер)
(данные до 2012 г. не приведены)
Последнее обновление: 29 апреля 2014 года
| Команда  | Сезон       | Турнир   | И  | В  | ВО/ВБ | Н | ПО/ПБ | П  | О  | %O    | Результат         |
| -------- | ----------- | -------- | -- | -- | ----- | - | ----- | -- | -- | ----- | ----------------- |
| Сокол    | ВХЛ 2012-13 | Регул.   | 52 | 11 | 8     | - | 6     | 27 | 55 | 33,3% | 24 (из 27) в Лиге |
| Сарыарка | ВХЛ 2013-14 | Регул.   | 34 | 18 | 8     | - | 2     | 6  | 72 | 70,6% | 4 (из 26) в Лиге  |
| Сарыарка | ВХЛ 2013-14 | Плей-офф | 19 | 14 | 2     | - | 1     | 2  | 47 | 82,5% | Кубок Братина     |